# Прогресивно-соціалістична партія Лівану
Прогресивна соціалістична партія (ПСП) (араб. الحزب التقدمي الاشتراكي, трансліт. al-Hizb al-Taqadummi al-Ishtiraki) — соціалістична антисирійська політична партія Лівану. Заснована у 1949 політичними діячами, що виступили за проведення соціальних реформ. Партія оголосила себе світської і позаконфесійною. У її складі — представники різних релігійних общин, але найбільшим впливом вона користується серед друзов. На чолі партії встав друзській лідер Камаль Джумблат.
У соціально-економічній області позиції ПСП були близькі до соціал-демократичних: вона закликала до зміцнення державного сектора і ролі держави в економіці, націоналізації деяких галузей, створенню кооперативів і поліпшенню положення трудящих. Одночасно партія розглядала приватну власність як «основу свободи і спокою суспільства». У сфері зовнішньої політики ПСП виступала за нейтралітет Лівану, проте на практиці орієнтувалася на підтримку арабських націоналістичних режимів і палестинського національного руху проти Ізраїлю. ПСП виступала за політичні реформи і поступову ліквідацію конфесійної системи. З 1951 партію була представлена в парламенті, з кінця 1950-х років приступила до створення власного ополчення.
У 1975 ПСП очолила блок мусульманських і лівих партій — «Національно-патріотичні сили Лівану», який тісно співробітничав з Організацією звільнення Палестини і протистояв в ході громадянської війни християнським партіям. Військові загони ПСП були одним з основних озброєних угрупувань в країні. У 1977 лідер партії Камаль Джумблат був убитий і ПСП очолив його син Валід.
Після Таїфських угод прихильники Валіда Джумблата грали важливу роль в політиці країни, члени і прихильники ПСП брали участь в урядах Лівану. До кінця 1990-х років відношення партії з Сирією значно погіршали, Джумблат став виступати за зменшення сирійського впливу. ПСП пішла на ширшу співпрацю з деякими християнськими лідерами. Партія підтримує тісні контакти з Соціалістичним Інтернаціоналом.
На виборах 2000 до парламенту вибрані 5 членів ПСП. В цілому блок В.Джумблата (Фронт національної боротьби) об'єднує в парламенті 16 депутатів.